# Schlacht am Warbiza-Pass

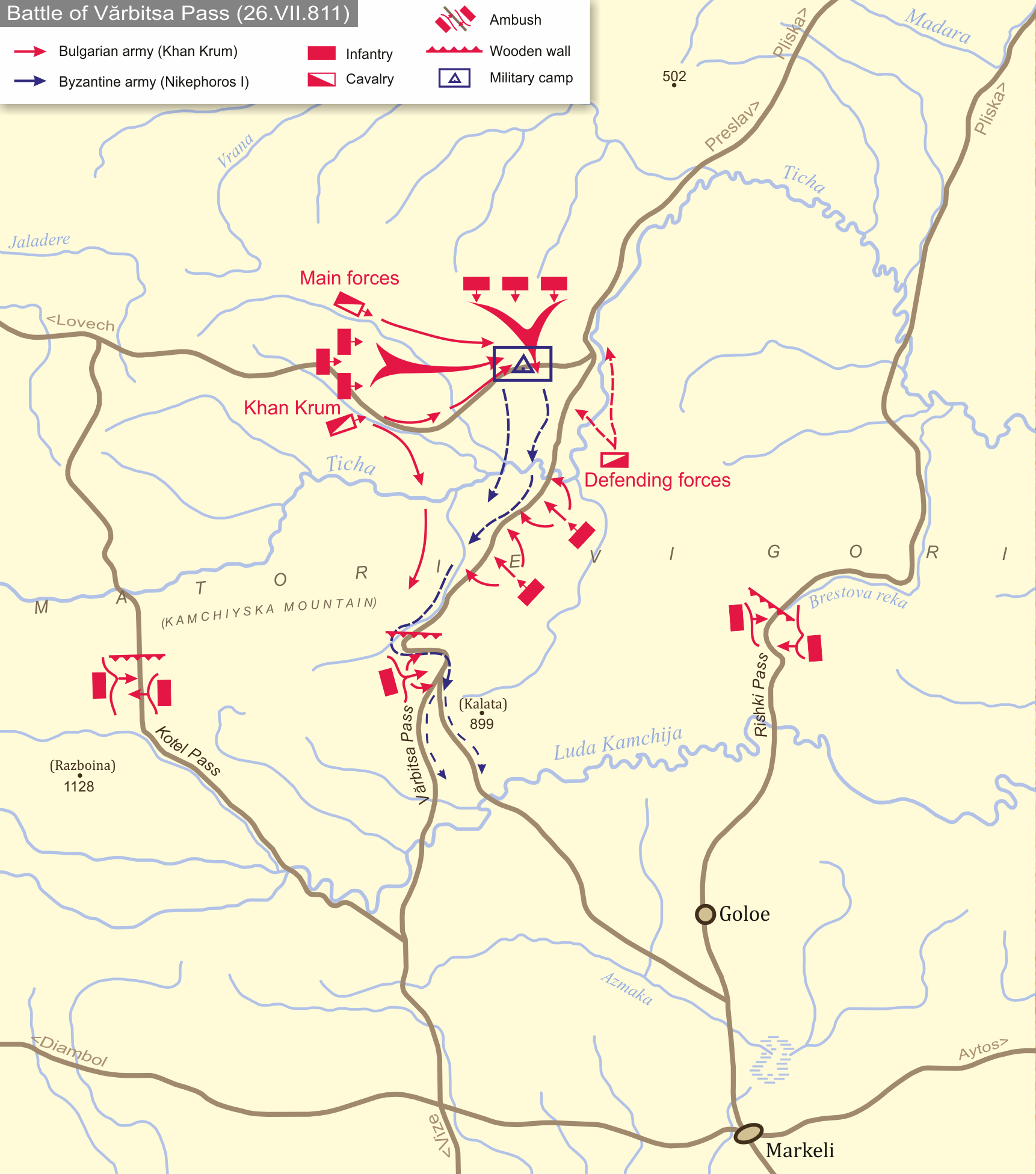
Die Schlacht von Pliska

Die Schlacht am Warbiza-Pass (bulgarisch Битката при Върбишкия проход, oder Schlacht von Pliska) fand ca. 100 km südlich der bulgarischen Hauptstadt Pliska am Warbizapass (bulg.: Върбишки проход) am 26. Juli 811 zwischen dem Byzantinischen Reich und dem Bulgarischen Reich statt und führte zu einer der schwersten Niederlagen in der byzantinischen Geschichte.
Als Nikephoros I. 802 byzantinischer Kaiser wurde, plante er, das von den Bulgaren besetzte Gebiet wieder seinem Herrschaftsgebiet einzuverleiben. Laut byzantinischen Quellen plünderte er 809 Pliska, die damalige bulgarische Hauptstadt, was jedoch in neueren Darstellungen bestritten wird. Danach siedelte er viele anatolische Familien in dem Gebiet an. 811 stellte er eine größere Armee aus anatolischen und europäischen Themen und der kaiserlichen Leibwache, den Tagmata, zusammen. Die Rückeroberung schien eine so leichte Aufgabe zu werden, dass eine ganze Reihe von hochrangigen Beamten und Aristokraten ihn begleitete, darunter auch sein Sohn Staurakios.

## Vorgeschichte
Die Armee war im Mai 811 zusammengestellt worden, am 10. Juli schlug sie ihr Lager bei Marcellai an der bulgarischen Grenze auf. Nikephoros beabsichtigte, die Bulgaren zu verwirren, und startete in den folgenden zehn Tagen mehrere Scheinattacken, die sofort wieder zurückgerufen wurden. In dieser Zeit bot der bulgarische Herrscher Nikephoros einen Frieden an, was jedoch abgelehnt wurde.
Die Bulgaren nutzten die Zeit, um ihre Kräfte zu sammeln. Am 20. Juli teilte Nikephoros seine Armee in drei Säulen, von denen jede auf einem anderen Weg Richtung Norden marschierte. In der Geschichtsschreibung wird meist die Sicht vertreten, dass Nikephoros die bulgarische Hauptstadt Pliska am 23. Juli einnahm. Tatsächlich berichten die mittelalterlichen Quellen, dass Nikephoros nur den Aul (gr. αύλή, zu dt. Feldlager, Hof, befestigte Anlage) des Bulgarenkhans Krum eingenommen hat und nicht die rund 100 km entfernte Hauptstadt. Zudem stammt die erste schriftliche Erwähnung Pliskas erst aus dem Jahre 822. Es ist also anzunehmen, dass Nikephoros eine andere Stadt in der Nähe des Balkangebirges einnahm und ihre Umgebung verwüsten ließ. Krum wollte mit Nikephoros erneut einen Frieden aushandeln, dieser ignorierte das Angebot abermals und wandte sich – im Vertrauen darauf, dass die Bulgaren gegen ihn keine Erfolgschance hätten – in Richtung Serdica (heute Sofia).

## Die Schlacht
Am 25. Juli liefen die byzantinischen Truppen im Balkangebirge in eine Barrikade, die die Bulgaren im Tal des Flusses Titscha errichtet hatten. Nikephoros bemerkte die Falle, war aber gezwungen, hier für die Nacht das Lager aufzuschlagen. Krum hatte seine Truppen mit Awaren und Slawen verstärkt und griff am Morgen des 26. Juli die Byzantiner an, wobei er sich auf Nikephoros’ Stellung fokussierte. Die Byzantiner wurden von dem Angriff im Schlaf überrascht und konnten sich nicht zu einer wirksamen Verteidigung formieren. Nikephoros wurde vermutlich direkt zu Beginn getötet, jedenfalls wurde sehr schnell behauptet, dass er tot sei, was den Rest der Truppen in Panik versetzte und zur Flucht veranlasste. Viele byzantinische Soldaten ertranken im nahegelegenen Titschafluss oder wurden getötet, als die Barrikade in Brand gesetzt wurde.

## Folgen
Die Niederlage war die schwerste, die das Kaiserreich seit der Schlacht von Adrianopel im Jahr 378 erlitten hatte. Nikephoros’ Schädel wurde von Krum als Trinkbecher benutzt, der Thronfolger Staurakios war schwer verwundet und als Herrscher kaum tauglich; er wurde einen Monat später abgesetzt und durch seinen Schwager Michael I. ersetzt. Während der nächsten zwei Jahre konnte Krum bis in die Nachbarschaft von Konstantinopel vorstoßen, die Stadt selbst aber nicht einnehmen. Michael wurde aber 813 in der Schlacht von Versinikia erneut geschlagen; die Bulgaren-Gefahr ließ erst nach, als Krum im Jahr 814 starb.